# سد بحيرة حمص
سد بحيرة حمص هو سد روماني بني بالقرب من مدينة حمص، سوريا، ويستخدم حتى الآن.

## التاريخ
خلافاً للفرضية التي تُرجع بناء السد إلى عهد الحاكم الفرعوني سـِثي (1319–1304 ق.م)، يعود إنشاء السد إلى العام 284، عندما أمر ببناؤه الإمبراطور الروماني ديوكلتيانوس (284–305 م) لأغراض الري. بقدر 90 مليون م³، ويعتبر أهم خزان روماني في الشرق الأدنى  ويمكن أن يكون أهم خزان صناعي أنشئ في ذلك الوقت. من اللافت للنظر أن الخزان لا يصب إلا بنسبة قليلة جداً من الإطماء.
يبلغ طوله 2 كم وارتفاعه 7 أمتار ويتكون من قاعدة خرسانية رومانية يحميها كتل من البازلت.
عام 1938، ارتفع مستوى السد، وإزاداد حجم البحيرة الصناعية إلى 200 مليون م³.